# 拉索尔斯
拉索尔斯（法語：La Saulce，法語發音：[la sols]）是法国上阿尔卑斯省的一个市镇，位于该省西南部，属于加普区。

## 地理
拉索尔斯（44°25'31"N, 6°0'28"E）面积7.89 平方千米，位于法国普罗旺斯-阿尔卑斯-蓝色海岸大区上阿尔卑斯省，该省份为法国东南部内陆省份，北起萨瓦省，西北接伊泽尔省，西南接德龙省，南至上普罗旺斯阿尔卑斯省，东北部与意大利接壤。
与拉索尔斯接壤的市镇（或旧市镇、城区）包括：屈尔邦、富尤斯、拉尔迪耶和瓦朗萨、塔拉尔。

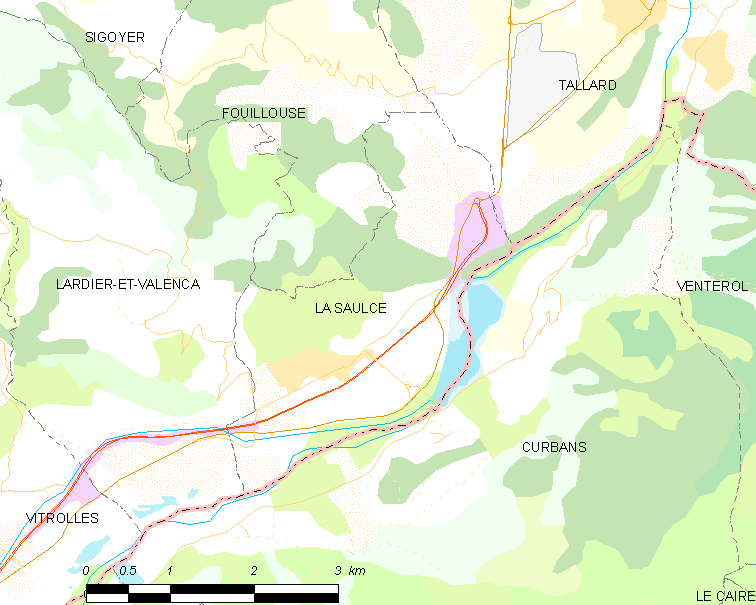
拉索尔斯的OSM定位图

拉索尔斯的时区为UTC+01:00、UTC+02:00（夏令时）。

## 行政
拉索尔斯的邮政编码为05110，INSEE市镇编码为05162。

## 政治
拉索尔斯所属的省级选区为塔拉尔县。

## 人口

1962-2008年间拉索尔斯人口变化图示

拉索尔斯于2022年1月1日时的人口数量为1375人。